# Elecciones regionales de Ica de 2014
Las elecciones regionales de Ica de 2014 se llevaron a cabo el 5 de octubre de 2014 para elegir al presidente regional, vicepresidente y al Consejo Regional para el periodo 2015-2018. La elección se celebró simultáneamente con las elecciones regionales y municipales (provinciales y distritales) en todo el Perú. La segunda vuelta regional se llevó a cabo el 7 de diciembre de 2014.

## Sistema electoral
El Gobierno Regional de Ica es el órgano administrativo y de gobierno del departamento de Ica. Está compuesto por el presidente regional, el vicepresidente regional y el Consejo Regional.
La votación se realiza en base al sufragio universal, que comprende a todos los ciudadanos nacionales mayores de dieciocho años, empadronados y residentes en el departamento de Ica y en pleno goce de sus derechos políticos.
El presidente y vicepresidente regional son elegidos por sufragio directo. Para que un candidato sea proclamado ganador debe obtener no menos de 30 % de votos válidos. En caso ningún candidato logre ese porcentaje en la primera vuelta electoral, los dos candidatos más votados participan en una segunda vuelta o balotaje.
El Consejo Regional de Ica está compuesto por 9 consejeros elegidos por sufragio directo para un período de cuatro (4) años. La votación es por lista cerrada y bloqueada. Cada provincia del departamento de Ica constituye una circunscripción electoral. Se asigna a la lista ganadora los escaños según el método d'Hondt. La distribución y el número de consejeros regionales es la siguiente:
| Circunscripción | Escaños | Mapa |
| --------------- | ------- | ---- |
| Ica             | 3       |      |
| Chincha y Palpa | 2       |      |
| Nasca y Pisco   | 1       |      |

## Composición del Consejo Regional de Ica
La siguiente tabla muestra la composición del Consejo Regional de Ica antes de las elecciones.
| Partidos | Partidos                           | Consejeros |
| -------- | ---------------------------------- | ---------- |
|          | Frente Regional Progresista Iqueño | 3          |
|          | Partido Regional de Integración    | 3          |
|          | Fuerza 2011                        | 1          |
|          | Acción Popular                     | 1          |

## Partidos y candidatos
A continuación se muestra una lista de los principales partidos y alianzas electorales que participaron en las elecciones:
| Candidatura | Candidatura | Partidos y alianzas                                       | Candidatos | Candidatos                  | Ideología                                                          | Resultado previo | Resultado previo | Ref. |
| Candidatura | Candidatura | Partidos y alianzas                                       | Candidatos | Candidatos                  | Ideología                                                          | Votos (%)        | Con.             | Ref. |
| ----------- | ----------- | --------------------------------------------------------- | ---------- | --------------------------- | ------------------------------------------------------------------ | ---------------- | ---------------- | ---- |
|             | FP          | Lista - Fuerza Popular (FP)                               |            | Fernando Cillóniz Benavides | Fujimorismo Conservadurismo social Populismo de derecha            | 20.88%           | 1                |      |
|             | PRI         | Lista - Partido Regional de Integración (PRI)             |            | Rómulo Triveño Pinto        | Regionalismo iqueño                                                | 17.01%           | 3                |      |
|             | APRA        | Lista - Partido Aprista Peruano (APRA)                    |            | Edgar Núñez Román           | Aprismo                                                            | 7.25%            | 0                |      |
|             | ARI         | Lista - Alianza Regional Independiente (ARI)              |            | Juan Ferreyra Hernández     | Regionalismo iqueño                                                | 4.08%            | 1                |      |
|             | UPP         | Lista - Unión por el Perú (UPP)                           |            | Isaac Serna Guzmán          | Nacionalismo de izquierda Socialdemocracia                         | 3.51%            | 0                |      |
|             | PP          | Lista - Perú Posible (PP)                                 |            | Juan Ramírez Canchari       | Socioliberalismo Democracia liberal Tercera vía                    | 2.77%            | 0                |      |
|             | AP          | Lista - Acción Popular (AP)                               |            | Luis Falconí Hernández      | Humanismo Nacionalismo cívico Reformismo                           | 2.08%            | 1                |      |
|             | DD          | Lista - Democracia Directa (DM)                           |            | Paula Dongo de la Torre     | Socialismo Nacionalismo de izquierda Ecologismo                    | 1.66%            | 0                |      |
|             | APP         | Lista - Alianza para el Progreso (APP)                    |            | Michael Cayo Belli          | Liberalismo económico Conservadurismo liberal Populismo de derecha | 1.16%            | 0                |      |
|             | SN          | Lista - Solidaridad Nacional (SN)                         |            | José de la Borda Elías      | Conservadurismo liberal Liberalismo económico                      | Nuevo            | Nuevo            |      |
|             | FA          | Lista - Frente Amplio (FA)                                |            | Jorge Aparcana Alfaro       | Socialismo Ecologismo Descentralización                            | Nuevo            | Nuevo            |      |
|             | G           | Lista - Movimiento Regional Obras por la Modernidad (G)   |            | Javier Gallegos Barrientos  | Regionalismo iqueño                                                | Nuevo            | Nuevo            |      |
|             | L           | Lista - Unidos por la Región (L)                          |            | Gastón Medina Sotomayor     | Regionalismo iqueño                                                | Nuevo            | Nuevo            |      |
|             | Libertad    | Lista - Frente Cívico Libertad (Libertad)                 |            | Pedro Rejas Tataje          | Regionalismo iqueño                                                | Nuevo            | Nuevo            |      |
|             | E           | Lista - Movimiento Independiente Regional Hambre Cero (E) |            | Eloy Yong Meza              | Regionalismo iqueño                                                | Nuevo            | Nuevo            |      |

## Sondeos de opinión
La siguiente tabla enumera las estimaciones de la intención de voto en orden cronológico inverso, mostrando las más recientes primero y utilizando las fechas en las que se realizó el trabajo de campo de la encuesta. Cuando se desconocen las fechas del trabajo de campo, se proporciona la fecha de publicación.
Leyenda:
     Sondeo realizado en el periodo de prohibición legal de la difusión de sondeos de intención de voto.

### Balotaje

#### Intención de voto
La siguiente tabla enumera las estimaciones ponderadas (sin incluir votos en blanco y nulos) de la intención de voto.
|                               |                |     |      |      |      |  |  |  |  |  |
| Elecciones regionales de 2014 | 7 dic 2014     | —   | 53.7 | 46.3 | 7.4  |  |  |  |  |  |
|                               |                |     |      |      |      |  |  |  |  |  |
| Datum Internacional           | 26–28 nov 2014 | 800 | 53.9 | 46.1 | 7.8  |  |  |  |  |  |
| Datum Internacional           | 2–5 nov 2014   | 800 | 56.4 | 43.6 | 12.8 |  |  |  |  |  |

#### Preferencias de voto
La siguiente tabla enumera las preferencias de voto en bruto (incluyendo blancos, viciados y sin respuesta) y no ponderadas.
|                               |              |     |      |      |     |   |     |  |  |  |
| Elecciones regionales de 2014 | 7 dic 2014   | —   | 49.9 | 43.0 | 7.1 | – | 6.9 |  |  |  |
|                               |              |     |      |      |     |   |     |  |  |  |
| Datum Internacional           | 2–5 nov 2014 | 800 | 52.3 | 40.3 | 7.4 | – | 8.0 |  |  |  |

### Primera vuelta

#### Intención de voto
La siguiente tabla enumera las estimaciones ponderadas (sin incluir votos en blanco y nulos) de la intención de voto.
|                                       |                   |     |      |      |      |      |      |      |  |  |
| Elecciones regionales de 2014         | 5 oct 2014        | —   | 24.8 | 20.3 | 13.3 | 13.2 | 8.3  | 4.5  |  |  |
|                                       |                   |     |      |      |      |      |      |      |  |  |
| Ipsos Perú/América                    | 5 oct 2014        | ?   | 26.8 | 20.7 | –    | –    | –    | 6.1  |  |  |
| Datum Internacional/Frecuencia Latina | 5 oct 2014        | ?   | 25.1 | 19.0 | 14.1 | –    | –    | 6.1  |  |  |
| Ipsos Perú/América                    | 5 oct 2014        | ?   | 24.2 | 20.9 | 13.9 | –    | –    | 3.3  |  |  |
| Datum Internacional/Frecuencia Latina | 5 oct 2014        | ?   | 31.1 | 20.3 | –    | 10.6 | 10.1 | 10.8 |  |  |
| CPI/RPP                               | 23–26 sep 2014    | 400 | 21.4 | 18.7 | 13.5 | 16.4 | 11.4 | 2.7  |  |  |
| CPI/RPP                               | 23 may–8 jun 2014 | 250 | –    | 19.7 | 22.9 | 25.0 | 10.0 | 2.1  |  |  |

#### Preferencias de voto
La siguiente tabla enumera las preferencias de voto en bruto (incluyendo blancos, viciados y sin respuesta) y no ponderadas.
|                               |                   |     |      |      |      |      |     |      |      |     |  |  |  |
| Elecciones regionales de 2014 | 5 oct 2014        | —   | 21.3 | 17.4 | 11.4 | 11.4 | 7.1 | 14.2 | –    | 3.9 |  |  |  |
|                               |                   |     |      |      |      |      |     |      |      |     |  |  |  |
| CPI/RPP                       | 23 may–8 jun 2014 | 250 | –    | 11.2 | 13.0 | 14.2 | 5.7 | 22.7 | 20.5 | 1.2 |  |  |  |

## Resultados

### Gobierno Regional de Ica
| Candidatos           | Candidatos                  | Partidos y coaliciones                            | Primera vuelta 5 oct 2014 | Primera vuelta 5 oct 2014 | Balotaje 7 dic 2014 | Balotaje 7 dic 2014 |  |
| Candidatos           | Candidatos                  | Partidos y coaliciones                            | Votos                     | %                         | Votos               | %                   |  |
| -------------------- | --------------------------- | ------------------------------------------------- | ------------------------- | ------------------------- | ------------------- | ------------------- |  |
|                      | Fernando Cillóniz Benavides | Fuerza Popular (FP)                               | 105,435                   | 24.82                     | 231,645             | 53.74               |  |
|                      | Javier Gallegos Barrientos  | Movimiento Regional Obras por la Modernidad (G)   | 86,168                    | 20.28                     | 199,374             | 46.26               |  |
|                      | Gastón Medina Sotomayor     | Unidos por la Región (L)                          | 56,343                    | 13.26                     |                     |                     |  |
|                      | Rómulo Triveño Pinto        | Partido Regional de Integración (PRI)             | 56,194                    | 13.23                     |                     |                     |  |
|                      | Edgar Núñez Román           | Partido Aprista Peruano (APRA)                    | 35,100                    | 8.26                      |                     |                     |  |
|                      | Luis Falconí Hernández      | Acción Popular (AP)                               | 14,265                    | 3.36                      |                     |                     |  |
|                      | Pedro Rejas Tataje          | Frente Cívico Libertad (Libertad)                 | 12,844                    | 3.02                      |                     |                     |  |
|                      | José de la Borda Elías      | Solidaridad Nacional (SN)                         | 12,539                    | 2.95                      |                     |                     |  |
|                      | Eloy Yong Meza              | Movimiento Independiente Regional Hambre Cero (E) | 11,992                    | 2.82                      |                     |                     |  |
|                      | Isaac Serna Guzmán          | Unión por el Perú (UPP)                           | 11,085                    | 2.61                      |                     |                     |  |
|                      | Michael Cayo Belli          | Alianza para el Progreso (APP)                    | 6,212                     | 1.46                      |                     |                     |  |
|                      | Juan Ferreyra Hernández     | Alianza Regional Independiente (ARI)              | 5,477                     | 1.29                      |                     |                     |  |
|                      | Juan Ramírez Canchari       | Perú Posible (PP)                                 | 5,233                     | 1.23                      |                     |                     |  |
|                      | Jorge Aparcana Alfaro       | Frente Amplio (FA)                                | 4,150                     | 0.98                      |                     |                     |  |
|                      | Paula Dongo de la Torre     | Democracia Directa (DD)                           | 1,768                     | 0.42                      |                     |                     |  |
|                      |                             |                                                   |                           |                           |                     |                     |  |
| Total                | Total                       | Total                                             | 424,805                   |                           | 431,019             |                     |  |
|                      |                             |                                                   |                           |                           |                     |                     |  |
| Votos válidos        | Votos válidos               | Votos válidos                                     | 424,805                   | 85.85                     | 431,019             | 92.86               |  |
| Votos en blanco      | Votos en blanco             | Votos en blanco                                   | 34,642                    | 7.00                      | 4,918               | 1.06                |  |
| Votos nulos          | Votos nulos                 | Votos nulos                                       | 35,399                    | 7.15                      | 28,243              | 6.08                |  |
| Votos emitidos       | Votos emitidos              | Votos emitidos                                    | 494,846                   | 87.89                     | 464,180             | 82.44               |  |
| Abstenciones         | Abstenciones                | Abstenciones                                      | 68,177                    | 12.11                     | 98,843              | 17.56               |  |
| Votantes registrados | Votantes registrados        | Votantes registrados                              | 563,023                   |                           | 563,023             |                     |  |
|                      |                             |                                                   |                           |                           |                     |                     |  |
| Fuente:              |                             |                                                   |                           |                           |                     |                     |  |

### Consejo Regional de Ica
| |                                                   |              |              |              |         |         |  |  |
| Partidos y coaliciones | Partidos y coaliciones                            | Voto popular | Voto popular | Voto popular | Escaños | Escaños |  |  |
| Partidos y coaliciones | Partidos y coaliciones                            | Votos        | %            | ±pp          | Total   | +/−     |  |  |
| | Movimiento Regional Obras por la Modernidad (G)   | 77,196       | 19.37        | Nuevo        | 3       | +3      |  |  |
| | Fuerza Popular (FP)1                              | 76,704       | 19.24        | +1.75        | 2       | +1      |  |  |
| | Partido Regional de Integración (PRI)             | 62,914       | 15.78        | –2.76        | 3       | ±0      |  |  |
| | Unidos por la Región (L)                          | 54,968       | 13.79        | Nuevo        | 1       | +1      |  |  |
| | Partido Aprista Peruano (APRA)                    | 33,478       | 8.40         | –0.34        | 0       | ±0      |  |  |
| | Solidaridad Nacional (SN)                         | 16,751       | 4.20         | Nuevo        | 0       | ±0      |  |  |
| | Acción Popular (AP)                               | 15,461       | 3.88         | +0.72        | 0       | –1      |  |  |
| | Unión por el Perú (UPP)                           | 14,688       | 3.68         | ±0.00        | 0       | ±0      |  |  |
| | Frente Cívico Libertad (Libertad)                 | 11,734       | 2.94         | Nuevo        | 0       | ±0      |  |  |
| | Alianza para el Progreso (APP)                    | 10,189       | 2.56         | +0.77        | 0       | ±0      |  |  |
| | Movimiento Independiente Regional Hambre Cero (E) | 6,881        | 1.73         | Nuevo        | 0       | ±0      |  |  |
| | Alianza Regional Independiente (ARI)              | 6,700        | 1.68         | –4.93        | 0       | –1      |  |  |
| | Frente Amplio (FA)                                | 5,184        | 1.30         | Nuevo        | 0       | ±0      |  |  |
| | Perú Posible (PP)                                 | 4,351        | 1.09         | n/a          | 0       | ±0      |  |  |
| | Democracia Directa (DD)2                          | 1,435        | 0.36         | –1.72        | 0       | ±0      |  |  |
| |                                                   |              |              |              |         |         |  |  |
| Total | Total                                             | 398,634      |              |              | 9       | ±0      |  |  |
| |                                                   |              |              |              |         |         |  |  |
| Votos válidos | Votos válidos                                     | 398,634      | 80.56        | +4.67        |         |         |  |  |
| Votos en blanco | Votos en blanco                                   | 58,834       | 11.89        | –3.73        |         |         |  |  |
| Votos nulos | Votos nulos                                       | 37,378       | 7.55         | –0.94        |         |         |  |  |
| Votos emitidos | Votos emitidos                                    | 494,846      | 87.89        | –1.50        |         |         |  |  |
| Abstenciones | Abstenciones                                      | 68,177       | 12.11        | +1.50        |         |         |  |  |
| Votantes registrados | Votantes registrados                              | 563,023      |              |              |         |         |  |  |
| |                                                   |              |              |              |         |         |  |  |
| Fuente: |                                                   |              |              |              |         |         |  |  |
| Notas al pie: 1 Comparado con los resultados de Fuerza 2011 (F2011) en las elecciones de 2010. 2 Comparado con los resultados de Fonavistas del Perú (FDP) en las elecciones de 2010. |                                                   |              |              |              |         |         |  |  |
| Notas al pie: |                                                   |              |              |              |         |         |  |  |
| 1 Comparado con los resultados de Fuerza 2011 (F2011) en las elecciones de 2010. 2 Comparado con los resultados de Fonavistas del Perú (FDP) en las elecciones de 2010.               |                                                   |              |              |              |         |         |  |  |

### Autoridades electas
| Cargo                                   | Autoridad electa | Autoridad electa                      | Partido político | Partido político                            |
| --------------------------------------- | ---------------- | ------------------------------------- | ---------------- | ------------------------------------------- |
| Presidente Regional de Ica              |                  | Fernando Cillóniz Benavides           |                  | Fuerza Popular                              |
| Vicepresidente Regional de Ica          |                  | José Yamashiro Oré                    |                  | Fuerza Popular                              |
| Consejera Regional de Ica (por Chincha) |                  | Esther Cartagena Castrillón de Cotito |                  | Fuerza Popular                              |
| Consejero Regional de Ica (por Chincha) |                  | Víctor Jave Matías                    |                  | Movimiento Regional Obras por la Modernidad |
| Consejero Regional de Ica (por Ica)     |                  | José Tordoya Cabezas                  |                  | Fuerza Popular                              |
| Consejera Regional de Ica (por Ica)     |                  | Nora Barco de Gotuzzo                 |                  | Movimiento Regional Obras por la Modernidad |
| Consejero Regional de Ica (por Ica)     |                  | Gustavo Soto Lévano                   |                  | Partido Regional de Integración             |
| Consejero Regional de Ica (por Nasca)   |                  | Eleodoro Trinidad Ceyrico             |                  | Unidos por la Región                        |
| Consejero Regional de Ica (por Palpa)   |                  | Víctor Tubilla Andía                  |                  | Movimiento Regional Obras por la Modernidad |
| Consejero Regional de Ica (por Palpa)   |                  | Javier Grados Tello                   |                  | Partido Regional de Integración             |
| Consejera Regional de Ica (por Pisco)   |                  | Dery Gonzales Carrizales              |                  | Partido Regional de Integración             |